# Alegeri pentru Parlamentul European în Germania, 2024
Alegerile pentru Parlamentul European din 2024 din Germania au avut loc pe 9 iunie 2024. Acest tip de alegeri a fost organizat pentru a zecea oară de la primele alegeri directe din 1979, și au fost primele alegeri europarlamentare după Brexit.

## Context
Alegerile pentru Parlamentul European din 2024 vor fi primele alegeri naționale care vor avea loc în Germania de la alegerile federale din 2021, în care creștin-democrații fostului cancelar, Angela Merkel, au pierdut în fața Partidului Social Democrat condus de Olaf Scholz.

## Prag electoral
De la alegerile pentru Parlamentul European din 2014, Germania nu are un prag oficial al cotei de voturi necesare pentru ca un partid să câștige un loc în PE. Acest lucru a permis unui număr de partide mai mici să obțină reprezentare, deoarece trebuie să ajungă doar la aproximativ 0,5% din cota de vot necesară pentru a obține primul lor loc cu metoda Webster/Sainte-Laguë.
Germania are dreptul de a alege 96 de membri ai Parlamentului European.
Deși Consiliul European recomandase ca țările cu mai mult de 35 de europarlamentari să introducă un prag între 2 și 5%, guvernul german a abandonat planurile pentru un prag de 2% în noiembrie 2018. În 2022, guvernul a decis să introducă un prag de 2% , dar acest lucru nu se va aplica încă la alegerile din 2024. În 2019, pragul de facto pentru un loc era de aproximativ 0,7% din voturi.

## Partide care participă la alegeri
Partidele politice și alte asociații politice pot depune liste pentru alegerile europene. Listele trebuie depuse până în a 83-a zi înainte de alegeri. Listele la nivel național trebuie să fie semnate de 4.000 de alegători eligibili, listele de stat cu 1 la mie, dar nu mai mult de 2.000 de alegători eligibili ai statului respectiv (secțiunea 9 (5) EuWG). Partidele care au fost reprezentate în Bundestag, într-un parlament regional sau în Parlamentul European cu cel puțin cinci membri de la ultimele alegeri sunt scutite de obligația de a depune semnături în susținere. Acestea sunt (sortate după rezultatele alegerilor 2019):
| Partid | Partid            | Partid european | Grup în PE | Rezultatele din 2019 | Lider                             |
| ------ | ----------------- | --------------- | ---------- | -------------------- | --------------------------------- |
|        | CDU/CSU           | PPE             | PPE        | 28.9%                | Manfred Weber                     |
|        | Verzii            | PVE             | Verzii/ALE | 20.5%                | Terry Reintke, Sergey Lagodinsky  |
|        | SPD               | PES             | S&D        | 15.8%                | Katarina Barley                   |
|        | AfD               | ID              | ID         | 11.0%                | Maximilian Krah                   |
|        | Stânga            | PEL             | GUE/NGL    | 5.5%                 | Martin Schirdewan, Carola Rackete |
|        | FDP               | ALDE            | Renew      | 5.4%                 | Marie-Agnes Strack-Zimmermann     |
|        | FW                | EDP             | Renew      | 2.2%                 | Christine Singer                  |
|        | Alianța Germaniei | CRE             | –          | –                    | Lars Patrick Berg                 |

Următoarele alte partide sunt în prezent reprezentate în Parlamentul European cu câte un europarlamentar:
| Partid | Partid            | Partid european | Grup în PE | Rezultatele din 2019 | Lider                          |
| ------ | ----------------- | --------------- | ---------- | -------------------- | ------------------------------ |
|        | PARTEI            | –               | Neînscriși | 2.4%                 | Martin Sonneborn, Sibylle Berg |
|        | ÖDP               | –               | Verzii/ALE | 1.0%                 | Manuela Ripa                   |
|        | Partidul Familiei | ECPM            | PPE        | 0.7%                 | Helmut Geuking                 |
|        | Volt              | Volt            | Verzii/ALE | 0.7%                 | Damian Boeselager, Nela Riehl  |
|        | Pirații           | PPEU            | Verzii/ALE | 0.7%                 | Anja Hirschel                  |

Următoarele partide sau asociații politice și-au anunțat intenția de a candida la alegeri:
- Bündnis Sahra Wagenknecht
- Partidul Protecției Animalelor cu liderul Sebastian Everding[10]
- Partidul Umaniștilor cu liderul Sascha Boelcke[11]
- Partidul Feminist din Germania[12]
- Liberal Democrații cu liderul Chris Ward[13]
- Patria anterior cunoscut ca Partidul Național Democrat (NPD)[14]

## Sondaje

### La nivel federal
| Firmă de sondare                    | Date                 | Eșantion | Uniunea PPE       | Grüne Verzii/ALE    | SPD S&D | AfD ID | Linke Stânga în PE | FDP Renew | PARTEI NI | FW Renew | Tiersch. Stânga în PE | BSW NI–Stânga în PE | Alții | Avans |     |     |     |     |      |
| ----------------------------------- | -------------------- | -------- | ----------------- | ------------------- | ------- | ------ | ------------------ | --------- | --------- | -------- | --------------------- | ------------------- | ----- | ----- | --- | --- | --- | --- | ---- |
| Firmă de sondare                    | Date                 | Eșantion | Wahlkreisprognose | 24-29 febuarie 2024 | 1,900   | 31.5   | 16                 | 12        | 16        | 2        | 3                     | 1.5                 | Alții | Avans | 3.5 | 2.5 | 7.5 | 4.5 | 15.5 |
| Stack Data Strategy                 | 17-22 febuarie 2024  | 980      | 25.5              | 9.8                 | 16.5    | 15.1   | 2.7                | 6.0       | 3.2       | 4.1      | 3.1                   | 9.3                 | 5.9   | 9.0   |     |     |     |     |      |
| INSA                                | 8–12 febuarie 2024   | 2,101    | 27                | 10.5                | 16      | 22     | 4.5                | 3         | N/A       | N/A      | N/A                   | 5.5                 | 11.5  | 5     |     |     |     |     |      |
| Portland[nefuncțională – arhivă]    | 24–31 ianuarie 2024  | 555      | 29                | 13                  | 16      | 17     | 3                  | 5         | 1         | 3        | 3                     | 6                   | 4     | 12    |     |     |     |     |      |
| Wahlkreisprognose                   | 11–18 ianuarie 2024  | 1,440    | 28                | 13                  | 9       | 23     | 3                  | 4.5       | 1.5       | 5        | 1.5                   | 7                   | 4.5   | 5     |     |     |     |     |      |
| Wahlkreisprognose                   | 1–7 decembrie 2023   | 1,440    | 31                | 12                  | 10      | 25     | 3                  | 3         | 1.5       | 2.5      | 2                     | 7                   | 3     | 6     |     |     |     |     |      |
| INSA                                | 31 iulie 2023        | 1,001    | 26                | 15                  | 19      | 23     | 5                  | 7         | N/A       | N/A      | N/A                   | N/A                 | 6     | 3     |     |     |     |     |      |
| Wahlkreisprognose                   | 7–14 iulie 2023      | 1,040    | 23                | 13.5                | 15      | 22     | 2.5                | 3.5       | 2         | 3        | 1.5                   | 8.5                 | 5.5   | 1     |     |     |     |     |      |
| Wahlkreisprognose                   | 15–16 decembrie 2022 | 1,100    | 22                | 21                  | 21      | 18.5   | 3.5                | 3.5       | 2         | 3.5      | 2.5                   | N/A                 | 2.5   | 1     |     |     |     |     |      |
| Wahlkreisprognose                   | 24–26 febuarie 2022  | 1,722    | 22                | 19.5                | 22.5    | 12.5   | 3                  | 7.5       | 2.5       | 3        | 2                     | N/A                 | 5.5   | 0.5   |     |     |     |     |      |
| Alegerile federale din 2021         | 26 septembrie 2021   | –        | 24.1              | 14.8                | 25.7    | 10.3   | 4.9                | 11.5      | 1.0       | 2.4      | 1.5                   | N/A                 | 3.8   | 1.6   |     |     |     |     |      |
| Alegerile europarlamentare din 2019 | 26 mai 2019          | –        | 28.9              | 20.5                | 15.8    | 11.0   | 5.5                | 5.4       | 2.4       | 2.2      | 1.4                   | N/A                 | 6.9   | 8.4   |     |     |     |     |      |

### La nivel de land

#### Bavaria
| Firmă de sondare                    | Date               | Eșantion | CSU PPE         | Grüne Verzii/ALE            | SPD S&D | AfD ID | FW Renew | FDP Renew | Linke Stânga în PE | BSW NI–Stânga în PE | Alții | Avans |   |   |   |   |    |
| ----------------------------------- | ------------------ | -------- | --------------- | --------------------------- | ------- | ------ | -------- | --------- | ------------------ | ------------------- | ----- | ----- | - | - | - | - | -- |
| Firmă de sondare                    | Date               | Eșantion | Infratest dimap | 31 ianuarie-5 febuarie 2024 | 1,161   | 43     | 11       | 8         | 16                 | 10                  | Alții | Avans | 2 | 1 | 4 | 5 | 27 |
| Infratest dimap                     | 15 ianuarie 2024   | 1,161    | 43              | 13                          | 8       | 13     | 9        | –         | –                  | 3                   | 9     | 30    |   |   |   |   |    |
| GMS                                 | 2 ianuarie 2024    | 1,002    | 42              | 13                          | 7       | 17     | 10       | 3         | 1                  | –                   | 7     | 25    |   |   |   |   |    |
| Alegerile de stat din 2023          | 8 octombrie 2023   | –        | 37.0            | 14.4                        | 8.4     | 14.6   | 15.8     | 3.0       | 1.5                | –                   | 5.3   | 21.2  |   |   |   |   |    |
| Alegerile federale din 2021         | 26 septembrie 2021 | –        | 31.7            | 14.1                        | 18.0    | 9.0    | 7.5      | 10.5      | 2.8                | –                   | 6.4   | 13.7  |   |   |   |   |    |
| Alegerile europarlamentare din 2019 | 26 mai 2019        | –        | 40.7            | 19.1                        | 9.3     | 8.5    | 5.3      | 3.4       | 2.4                | –                   | 11.3  | 21.6  |   |   |   |   |    |

### Germania de Est
| Firmă de sondare                    | Date               | Eșantion | CDU PPE | AfD ID             | Linke Stânga în PE | SPD S&D | Grüne V/ALE | FDP Renew | BSW NI–Stânga în PE | Alții | Avans |   |   |   |    |    |
| ----------------------------------- | ------------------ | -------- | ------- | ------------------ | ------------------ | ------- | ----------- | --------- | ------------------- | ----- | ----- | - | - | - | -- | -- |
| Firmă de sondare                    | Date               | Eșantion | INSA    | 8–12 febuarie 2024 | –                  | 17      | 32          | 7         | 12                  | Alții | Avans | 9 | 2 | 9 | 12 | 15 |
| Alegerile federale din 2021         | 26 septembrie 2021 | –        | 16.8    | 20.5               | 10.4               | 24.1    | 9.2         | 9.5       | –                   | 9.5   | 3.6   |   |   |   |    |    |
| Alegerile europarlamentare din 2019 | 26 mai 2019        | –        | 21.5    | 21.1               | 13.4               | 12.2    | 11.6        | 4.4       | –                   | 15.8  | 0.4   |   |   |   |    |    |

### Germania de Vest
| Firmă de sondare                    | Date               | Eșantion | Uniunea PPE | Grüne V/ALE        | SPD S&D | AfD ID | FDP Renew | Linke Stânga în PE | BSW NI–Stânga în PE | Alții | Avans |   |   |   |    |   |
| ----------------------------------- | ------------------ | -------- | ----------- | ------------------ | ------- | ------ | --------- | ------------------ | ------------------- | ----- | ----- | - | - | - | -- | - |
| Firmă de sondare                    | Date               | Eșantion | INSA        | 8–12 febuarie 2024 | –       | 29     | 11        | 17                 | 20                  | Alții | Avans | 3 | 4 | 5 | 11 | 9 |
| Alegerile federale din 2021         | 26 septembrie 2021 | –        | 25.6        | 15.9               | 26.1    | 8.2    | 11.9      | 3.7                | –                   | 8.6   | 0.5   |   |   |   |    |   |
| Alegerile europarlamentare din 2019 | 26 mai 2019        | –        | 30.5        | 22.5               | 16.6    | 8.6    | 5.6       | 3.8                | –                   | 11.8  | 8.0   |   |   |   |    |   |